# Gīlāmolk
Gīlāmolk (persiska: گیلاملک) är en ort i Iran.   Den ligger i provinsen Gilan, i den norra delen av landet, 170 km nordväst om huvudstaden Teheran. Gīlāmolk ligger 240 meter över havet och antalet invånare är 185.
Terrängen runt Gīlāmolk är varierad, och sluttar norrut. Runt Gīlāmolk är det ganska tätbefolkat, med 134 invånare per kvadratkilometer. Närmaste större samhälle är Rūdsar, 16,8 km nordväst om Gīlāmolk. I omgivningarna runt Gīlāmolk växer i huvudsak blandskog.